# Saison 1992-1993 du FC Sochaux-Montbéliard
Cet article contient diverses informations sur la saison 1992-1993 du Football Club Sochaux-Montbéliard, un club de football français basé à Montbéliard.

## Résultats en compétitions nationales
- 50e saison en Division 1 : 16e/20 avec 32 points, 17e attaque avec 33 buts marqués, 14e défense avec 50 buts encaissés.
- Coupe de France: élimination en 1/16 de finale par le Gazélec Ajaccio.